# Okrajno sodišče v Piranu
Okrajno sodišče v Piranu je okrajno sodišče Republike Slovenije s sedežem v Piranu, ki spada pod Okrožno sodišče v Kopru Višjega sodišča v Kopru. Trenutna predsednica (2017) je Nataša Tomazini Tonejc, okrajna sodnica.